# Ediciones Universidad de Camagüey
.
Ediciones Universidad de Camagüey, EUC. Nombre de la Editorial de la Universidad de Camagüey "Ignacio Agramonte Loynaz" (UC). 

## Historia
Históricamente, la UC siempre contó con dispositivos y recursos humanos y materiales para asegurar la impresión de textos docentes y científicos creados por los profesores e investigadores de dicho CES. Fruto de esta labor fue la creación de la Revista Cubana de Educación Superior y la  Revista de Producción Animal (RPA), en la década de los años 80 del pasado siglo.
A tono con el auge que experimentaron las editoriales universitarias por orientación del Ministerio de Educación Superior, se crea en el 2010 Ediciones Universidad de Camagüey, como editorial de la Universidad de Camagüey, subordinada al entonces Centro de Gestión de Información (CGI), de dicho CES.
Con el proceso de integración de las universidades camagüeyanas que tuvo lugar en el 2014, EUC pasa a formar parte de la nueva Dirección de Gestión de la Información Científica, DGIC, con el rango de departamento, y ampliando su misión editorial. 

## Actualidad
Revistas que edita
Ediciones Universidad de Camagüey edita las siguientes revistas:
- Retos de la Dirección
- Arcada

 Libros editados
2009
- Guáimaro. Alborada en la historia constitucional cubana. Autor: Dr. C. Carlos Manuel Villabella Armengol (disponible para canje).

2010
- Género. Reflexiones y realidades. Colectivo de autores.
- Historia de la Universidad de Camagüey. 1967–2007. Autor: Ubaldo Fernández Medina y otros. (disponible para canje)
- ¿Quieres estudiar Arquitectura?. Autor: Joaquín Álvarez García. Formato digital.

2011
- Hitos constitucionales del siglo XIX cubano. Autor: Dr. C. Carlos Manuel Villabella Armengol. (coedición con la Editorial Ácana). (disponible para canje)
- Transportadores mecánicos. Autor: MSc. Neeldes Matos. Formato digital.

2012
- Investigación y comunicación científica en la ciencia jurídica. Autor: Dr. C. Carlos Manuel Villabella Armengol. (Coedición con la Editorial Félix Varela).

Títulos en preparación:
- Ecos bolivarianos en el Puerto Príncipe. 1820 a 1830. Autor: Eliécer Fernández Diéguez(†) e Israel García Moreno (en coedición con la Editorial Félix Varela).
- Proyectos arquitectónicos. Autor: Arq. Ma. Elena Quesada y otros
- Cálculo diferencial. Autor: Dr. C. Rafael Jiménez Martínez

Asimismo, asesora a los investigadores de la UC en sus publicaciones científicas.